# Orthaea ecuadorensis
Orthaea ecuadorensis är en ljungväxtart som beskrevs av J.L. Luteyn. Orthaea ecuadorensis ingår i släktet Orthaea och familjen ljungväxter. Inga underarter finns listade i Catalogue of Life.